# Ángel Custodio Vega
Ángel Custodio Vega Rodríguez, O.S.A. (Canales, 6 de junio de 1894 - Madrid, 21 de diciembre de 1972) fue un escritor, humanista y fraile agustino español, editor de las obras de fray Luis de León y otros escritores ascéticos y místicos. 

## Biografía
Fue monje del Real Monasterio de San Lorenzo de El Escorial y rector del Real Colegio Universitario de María Cristina, así como académico de número de Real Academia de la Historia desde el 13 de diciembre de 1949. Compiló el catálogo de la librería de Enrique Flórez. En 1930 realizó la edición crítica del texto latino de las Confesiones de San Agustín y lo tradujo al español; unió ambas obras en edición bilingüe en 1946, que fue muy reimpresa. Desde 1930 se había dedicado preferentemente al estudio de la Patrología española, aunque esa labor fue interrumpida por la Guerra Civil; la retomó cuando esta concluyó y tradujo en verso varias obras de Aurelio Prudencio y poemas latinos de fray Luis de León. De este último realizó además la edición crítica de sus Poesías (Madrid: Biblioteca de Autores Españoles, 1955). Tuvo un gran papel, junto a los padres Félix García y Victorino Capánaga, en animar a un grupo de frailes de su orden a emprender la traducción completa de las obras de San Agustín para la Editorial Católica. Por otra parte escribió numerosos artículos y monografías para la revista La Ciudad de Dios y estudió la obra de Santa Teresa de Jesús.

## Obras
- La poesía de Santa Teresa de Jesús: sus fuentes y raíces (1970).
- De la Santa Iglesia Apostólica de Eliberri-Granada. Contiene los escritos de Gregorio Bético y de otros santos prelados y fieles de la misma, con varios documentos importantes, transcritos por el M. R. P. Fray Ángel Custodio Vega. Madrid, 1957, 2 vols.
- La "España Sagrada" y los Agustinos en la Real Academia de la Historia: discurso leído el 11 de junio de 1950, en su recepción pública por Ángel Custodio Vega y contestación de Agustín González de Amezúa, Madrid: Real Academia de la Historia, 1950.
- Fray Luis de León, Poesías: Poesías originales; Traducción de las Églogas de Virgilio; Traducción de los Cantares de Salomón; edición, introducción y notas del padre Ángel Custodio Vega. 1978.
- Cumbres místicas. Fray Luis de León y San Juan de la Cruz. Encuentros y coincidencias. Madrid, [1963]
- Los manuscritos de Fray Luis de León que se conservan en la Biblioteca de la Academia de la Historia Madrid: Imprenta y Editorial Maestre, 1953.
- San Leandro, arzobispo de Sevilla, S. Leandri Hispalensis De institutione virginum et contemptu mundi nova recensio cum decem capitulis ineditis edidit et prolegomenis instruxit P. Angelus C. Vega. [Madrid]: typis Augustinianis Monasterii Escurialensis, 1948.
- Una obra inédita de Tajón de Zaragoza. [Segovia], 1943
- Quorumdam veterum commentariorum in Cantica Canticorum antiqua versio Latina. Nunc primum edita a P. A. C. Vega. [El Escorial:] Typis Augustinianis Monasterii Escurialensis, 1934.

| Predecesor: Antonio Ballesteros y Beretta | Real Academia de la Historia. Medalla 11 1949 - 1972 | Sucesor: Luis Vázquez de Parga e Iglesias |